# 蕰川公路
蕰川公路，部分路段称蕰川路，是位于上海市的一条省级公路，其江杨北路以南被编为上海省道127的一部分；江杨北路以北并入了 346国道。该道路西至宝山区纪蕰路蕰藻浜，东至宝山区罗泾镇（小川沙），经过宝山区等行政区，全长19.5公里，以道路起点终点地名首字得名。1975年，上海市革命委员会批准宝山县道路建设，次年开工。1977年6月，盛桥至马泾桥段建成；1978年4月，马泾桥到蕰藻浜段通车。后为配合宝钢工程建设，道路进行了拓宽。1978年3月开工，1980年10月竣工。原编号为上海省道215。
该道路有高速化规划，预留的编号是沪高速S16。

## 相交的道路（北向南）
- 沪太公路
- 蕰杨路
- 洋桥村路
- 钱何路
- 洋新路
- 集宁路/集宁东路、潘泾路/东升路
- 飞跃路
- 潘川路
- 金石路
- 川雄路
- 罗北路
- 老蕰川路
- 石太路（含三十一弄）
- 盛石路
- 古莲路
- 月川路
- 联水路
- 月宁路
- 月罗公路
- 四元路
- 共悦路
- 杨南路
- 上海绕城高速（富锦路）
- 杨北路
- 白沙园路
- 渭浦河
- 老杨泰路
- 友谊路/友谊西路
- 宝杨路/宝安公路
- 红林路
- 杨鑫路
- 水产路/水产西路
- 钱鑫路
- 南黄泥塘
- 外环高速（泰和路/泰和西路）
- 共富路
- 蕰藻浜接共和新路

## 经过的重要地点
- 月浦镇生态廊道
- 罗泾水源涵养林

## 轨道交通
- 杨北路口：1富锦路站
- 友谊西路口：1友谊西路站
- 宝安公路口：1宝安公路站
- 泰和路口：1共富新村站